# Fijicolana tuberculata
Fijicolana tuberculata – gatunek kosarza z podrzędu Laniatores i rodziny Samoidae. Jedyny znany przedstawiciel monotypowego rodzaju Fijicolana.

## Występowanie
Gatunek wykazany z wysp Melanezji.